# Pieni Hongistonjärvi
Pieni Hongistonjärvi eller Hongistonjärvi är en sjö i Finland. Den ligger i kommunen Toholampi i landskapet Mellersta Österbotten, i den centrala delen av landet, 400 km norr om huvudstaden Helsingfors. Pieni Hongistonjärvi ligger 133 meter över havet. Arean är 34,3 hektar och strandlinjen är 2,74 kilometer lång. Sjön  ingår i Perho å huvudavrinningsområde.   I omgivningarna runt Pieni Hongistonjärvi växer i huvudsak blandskog.